# تپه دمیرچی
تپه دمیرچی مربوط به عصر آهن تا دوره هخامنشی - دوران‌های تاریخی پس از اسلام است و در هریس، جنوب جاده هریس به شیخ رجب واقع شده و این اثر در تاریخ ۱۷ اسفند ۱۳۸۱ با شمارهٔ ثبت ۷۷۹۷ به‌عنوان یکی از آثار ملی ایران به ثبت رسیده است.